# Великорецкая икона Николая Чудотворца
Великоре́цкая ико́на Никола́я Чудотво́рца — икона Николая Чудотворца, особенно чтимая в Вятской земле. Оригинал утрачен в 1934 году, но сохранились списки. Со Средних веков ежегодный перенос иконы из города Хлынов/Вятка/Киров на место её обретения — село Великорецкое (ныне Великорецкий монастырь) — собирал многие тысячи паломников.
Первые сведения об иконе обнаруживаются в Никоновской летописи (вторая половина XVI века) в связи с её принесением в Москву. При митрополите Ионе (Баранове) составлена «Повесть о явлении чудотворного образа Великорецкого иже во святых отца нашего Николая, архиепископа Мирликийского и вселенского чудотворца», зафиксировавшая предание об обстоятельствах обретения иконы.
По преданию, икона была обретена в 1383 году крестьянином Семёном Агалаковым на берегу реки Великой, притока Вятки рядом с деревней Крутицы. После исцеления иконой одного из жителей деревни, который не мог ходить, к иконе началось паломничество. На месте обретения на берегу реки Великой была построена деревянная часовня. 
С ростом популярности иконы её перенесли в столицу Вятского края — город Хлынов — и разместили в главном храме города, освящённом во имя святого Прокопия Устюжского. Перенос иконы из Крутиц в Хлынов получил название первого Великорецкого крестного хода. С тех пор Великорецкий крестный ход проходил ежегодно — по возвращению иконы к месту её обретения. Вскоре в честь иконы в Хлынове построили Никольский собор, ставший главным храмом города.
В 1555 году икона была впервые доставлена крестным ходом в Москву, в Успенский собор — по приказу Ивана Грозного — через новоприсоединённую Казань, Нижний Новгород и Коломну. В это же время иконой было освящено начало строительства Покровского собора что на Рву, с чем связано чудесное обретение девятого придела этого собора, освящённого в честь образа. Возвращение иконы было через Вологду, где впоследствии она будет спрятана при нашествии татар на Казань. После изгнания татар из Вологды на месте, где икона была спрятана, по указу царя построена Александро-Невская церковь, в которой размещён список с иконы, а сама икона возвращена на Вятку.
В 1614 году по просьбе Михаила Федоровича икона вновь была привезена в Москву. Сопровождали образ из Хлынова в Москву и обратно протоиерей Никольского монастыря протопоп Степан Юферев, поп Митрофан Лопатин и дьякон Гаврила Мальцев.
Во время первого пребывания в Москве с иконы были сделаны списки для Успенского собора в Кремле и для храма Покрова на Рву. Уже в XVI веке почитаемые списки с иконы имелись в Псково-Печерском (по преданию, с 1556 года) и Соловецком монастырях, причём все они отличаются по иконографии. Судьба явленной иконы после 1934 года остаётся неизвестной. Та икона Святителя Николая, которая переносится в Великорецкое в XXI веке, находится в Никольской надвратной церкви Успенского Трифонова монастыря.
В честь Великорецкой иконы строились храмы и монастыри на Русском Севере. Наибольшей известностью пользовался Маркушевский Николаевский монастырь в 100 км от Тотьмы, основанный преподобным Агапитом.